# Sully - Morland (métro de Paris)
Sully - Morland est une station de la ligne 7 du métro de Paris, située dans le 4e arrondissement de Paris.

## Situation
La station est implantée à l'ouest du quartier de l'Arsenal, à proximité de ses limites administratives avec le quartier Saint-Gervais au nord-ouest et le quartier Notre-Dame à l'ouest. Elle se trouve sous le quai des Célestins, à l'intersection du boulevard Morland et du boulevard Henri-IV, à proximité du bras nord de la Seine et du pont de Sully qui enjambe cette dernière. Orientée selon un axe nord-ouest/sud-est, elle s'intercale entre les stations Pont Marie et Jussieu.
En aval de la station, en direction de Mairie d'Ivry et de Villejuif - Louis Aragon, la ligne effectue un coude à 90 degrés en direction du sud-ouest et plonge sous la Seine en pente de 40 ‰ vers la station Jussieu, par une traversée d'une longueur de 678 mètres. Le tunnel de la ligne 14 entre Châtelet et Gare de Lyon croise la station en profondeur, sans toutefois la desservir. Ceux des lignes A et D du RER entre les gares de Châtelet - Les Halles et Gare de Lyon passent également à proximité.

## Histoire
La station est ouverte le 3 juin 1930 avec la mise en service du troisième prolongement de la ligne 7 depuis le terminus provisoire de Pont Marie. Elle hérite alors temporairement du rôle de terminus sud, depuis Porte de la Villette et Pré-Saint-Gervais, jusqu'au 26 avril 1931, date d'achèvement de la traversée sous-fluviale jusqu'à Jussieu. Celui-ci permet aux trains de poursuivre jusqu'à Porte d'Ivry (inaugurée le même jour) en récupérant le tronçon entre Place Monge et Porte de Choisy de la ligne 10 (redirigeant alors cette dernière vers le terminus provisoire de Jussieu).
La station est la première de la ligne à avoir été édifiée avec des quais d'une longueur de 105 mètres, laquelle sera par la suite généralisée à l'ensemble des points d'arrêt aménagés sur le tronçon jusqu'à Mairie d'Ivry, ainsi qu'aux stations construites ultérieurement sur les lignes 1, 3, 8 et 9. Ces dimensions étaient prévues pour accueillir des trains de sept voitures, projet qui finalement ne se concrétisa pas.
La station doit sa dénomination initiale de Pont Sully à sa proximité avec le pont de Sully d'une part et la rue de Sully d'autre part, ces deux voies rendant hommage à Maximilien de Béthune, duc de Sully (1559-1641), ami et ministre du roi Henri IV (lequel a donné son nom au boulevard Henri-IV, tracé dans l'axe du pont), et dont l'hôtel parisien se situait à proximité.
Le terme « Morland » sera ajouté très rapidement, en 1930 ou en 1931 au nom de la station (devenant ainsi Sully - Morland) du fait de sa proximité avec le boulevard Morland, dénommé ainsi en hommage à François-Louis de Morlan dit Morland, colonel des Chasseurs de la Garde (1771-1805).
François Mitterrand a précisé au journaliste Georges-Marc Benamou l’origine de son nom de code de Morland, lequel faisait partie des nombreux pseudonymes qu’il avait utilisés au cours de la Résistance : « Pourquoi Morland ? La mode était aux stations de métro. Il y avait la station Sully - Morland et, dans Morland, le début et la fin de mon nom réel. Un peu d’enfantillage, quoi ! ».
Dans le cadre du programme « Renouveau du métro » de la RATP, les couloirs de la station et l'éclairage des quais sont rénovés en 2005.

### Fréquentation
Selon les estimations de la RATP, 1 502 672 voyageurs sont entrés dans cette station en 2019, ce qui la place à la 279e position des stations de métro pour sa fréquentation sur 302,. En 2020, avec la crise du Covid-19, son trafic tombe à 767 233 voyageurs, la classant alors au 272e rang sur 304,, avant de remonter progressivement en 2021 avec 1 124 169 entrants comptabilisés, ce qui la place à la 271e position des stations du réseau pour sa fréquentation cette année-là, toujours sur 304.

## Services aux voyageurs

### Accès
La station dispose de quatre accès répartis en cinq bouches de métro, constituées pour chacune d'un escalier fixe agrémenté d'une balustrade en fer forgé dans le style Dervaux des années 1930 :
- l'accès no 1 « Boulevard Morland - Mairie de Paris - Préfecture de Paris », orné d'un candélabre Dervaux, débouchant sur le boulevard Henri-IV à hauteur de la place du Père-Teilhard-de-Chardin, entre la rue de Sully et le boulevard Morland ;
- l'accès no 2 « Rue de Sully » se trouvant au droit de la caserne des Célestins au no 12 du boulevard Henri-IV, à l'angle avec la rue de Sully ;
- l'accès no 3 « Boulevard Henri-IV », également doté d'un mât « Dervaux » se situant face au no 2 du quai des Célestins, à l'angle avec la rue du Petit-Musc et le boulevard Henri-IV ;
- l'accès no 4 « Quai des Célestins » comprenant deux entrées établies dos-à-dos, débouchant au droit des nos 10, 12 et 14 du quai précité.

Accès à la station
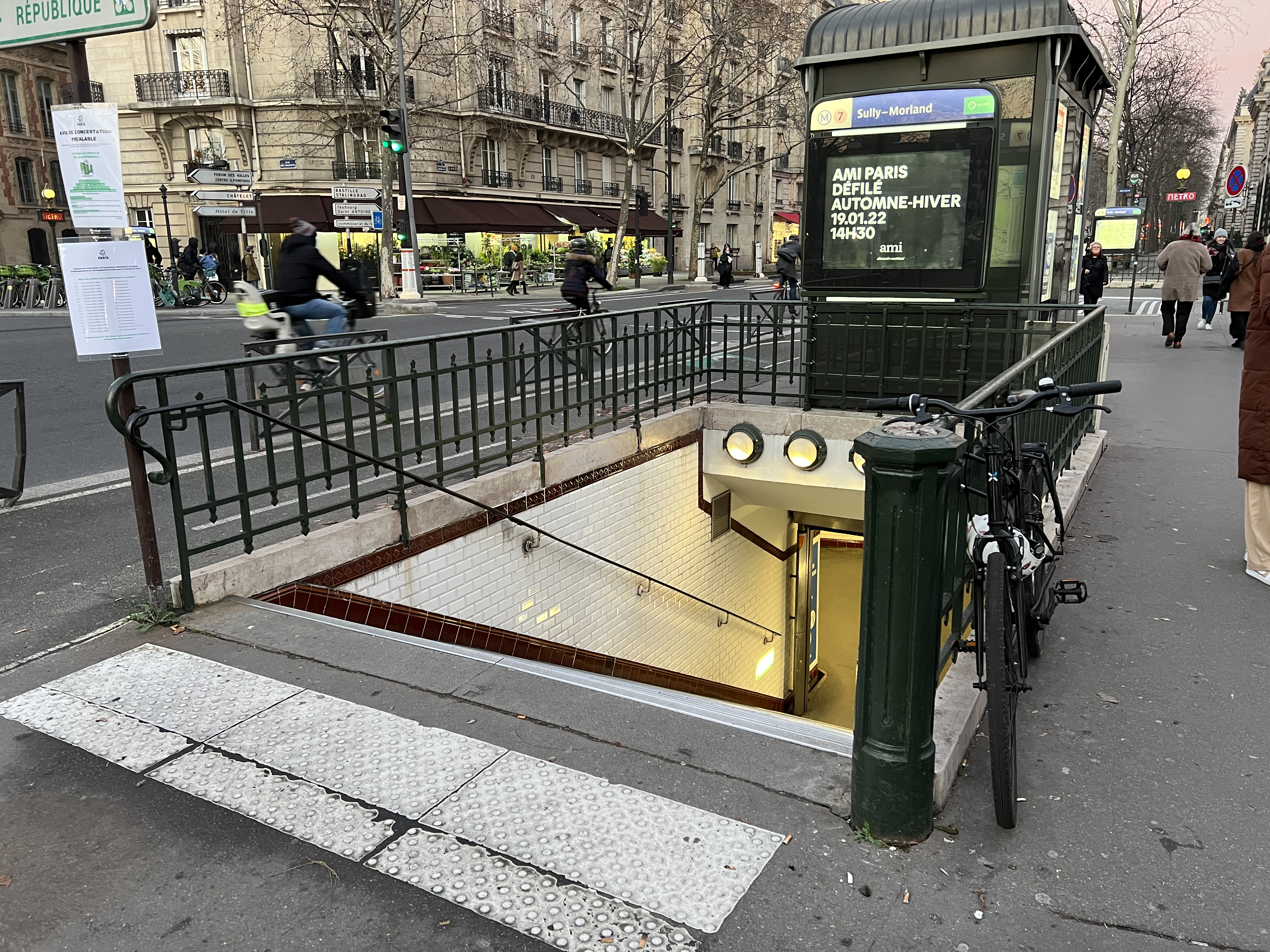
L'accès no 1, « Boulevard Morland ».
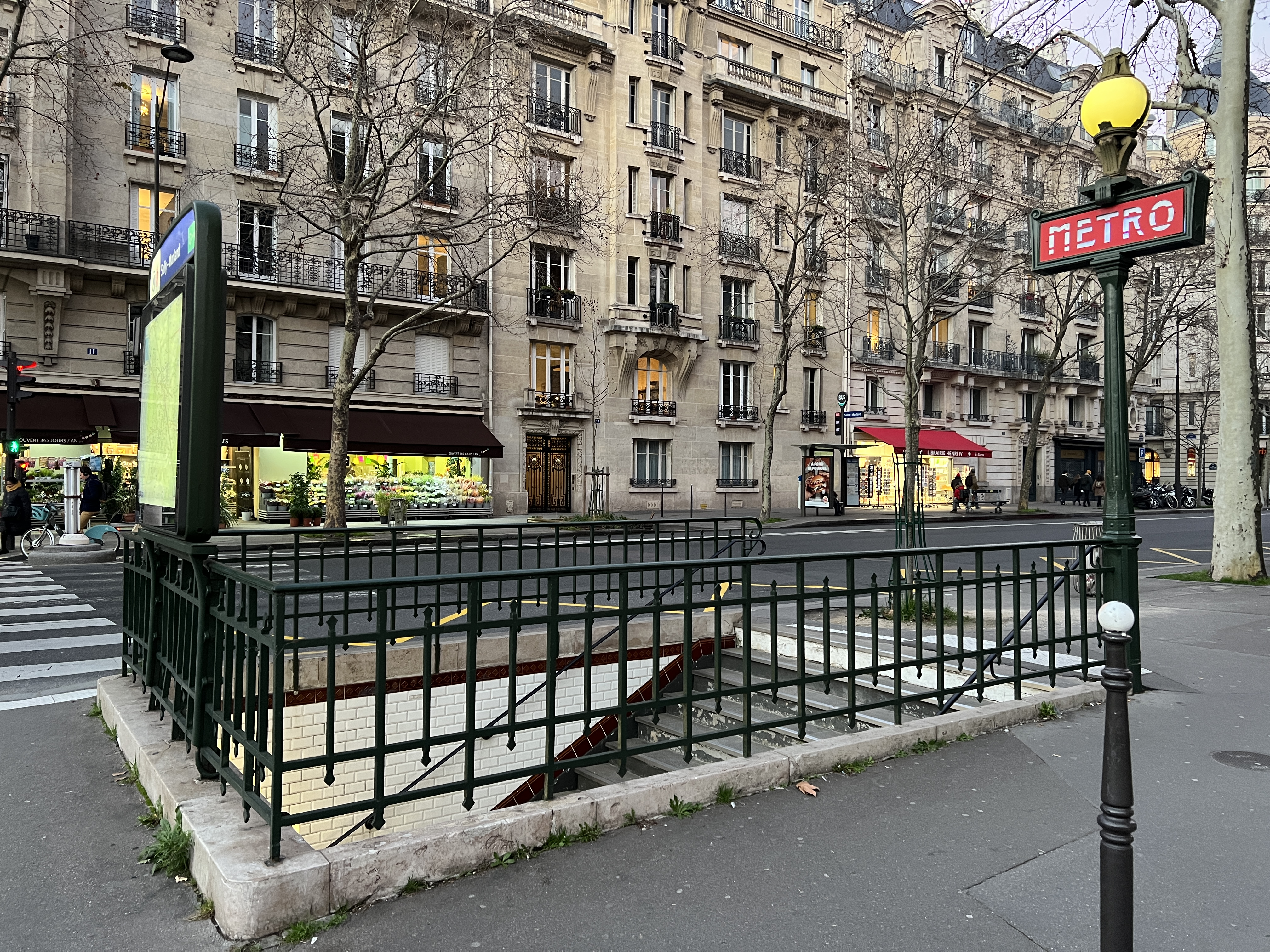
L'accès no 2, « Rue de Sully ».
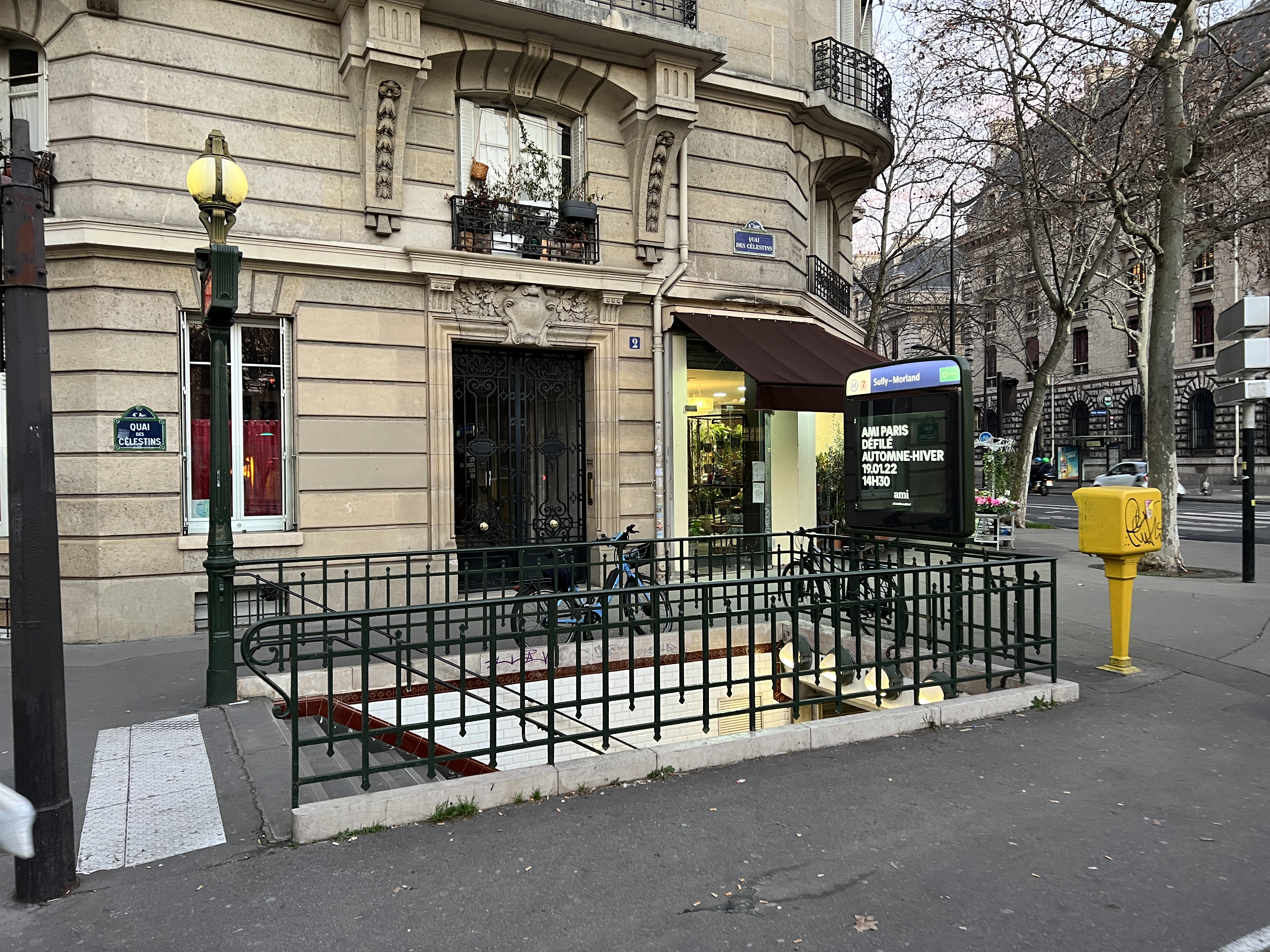
L'accès no 3, « Boulevard Henri-IV ».
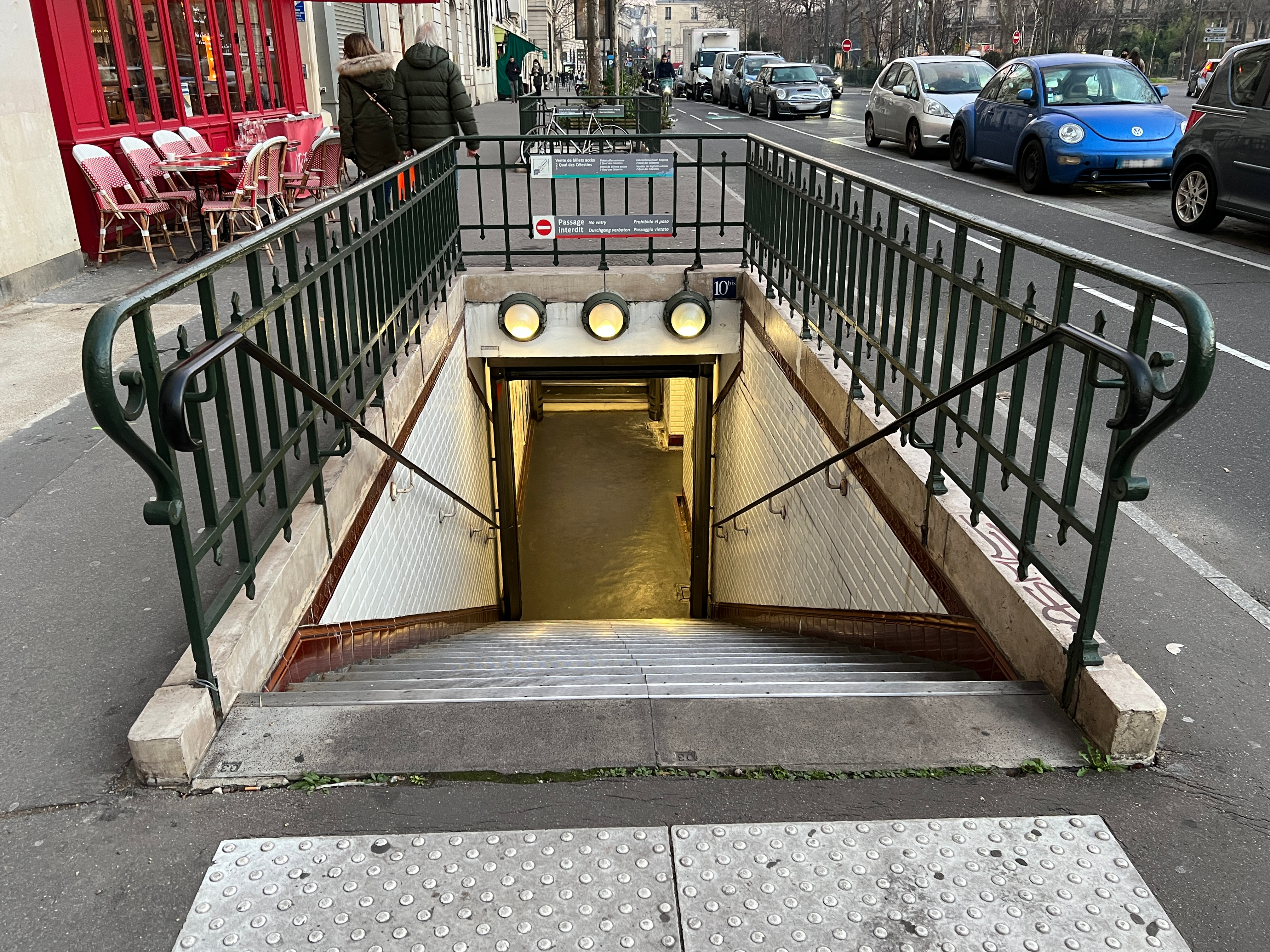
L'accès no 4, « Quai des Célestins ».

### Quais
Sully - Morland est une station de configuration standard pour le métro de Paris : elle possède deux quais, d'une longueur de 105 mètres, séparés par les voies du métro situées au centre et la voûte est elliptique. La décoration est du style utilisé pour la majorité des stations du métro : les bandeaux d'éclairage sont blancs et arrondis dans le style « Gaudin » du renouveau du métro des années 2000, et les carreaux en céramique blancs biseautés recouvrent les pieds-droits, la voûte ainsi que les tympans. Les cadres publicitaires sont en faïence de couleur miel à motifs végétaux et le nom de la station est également incorporé dans la céramique murale, selon le style décoratif d'entre-deux-guerres de la CMP d'origine. Les sièges de style « Motte » sont de couleur bleue.

Quais de la station
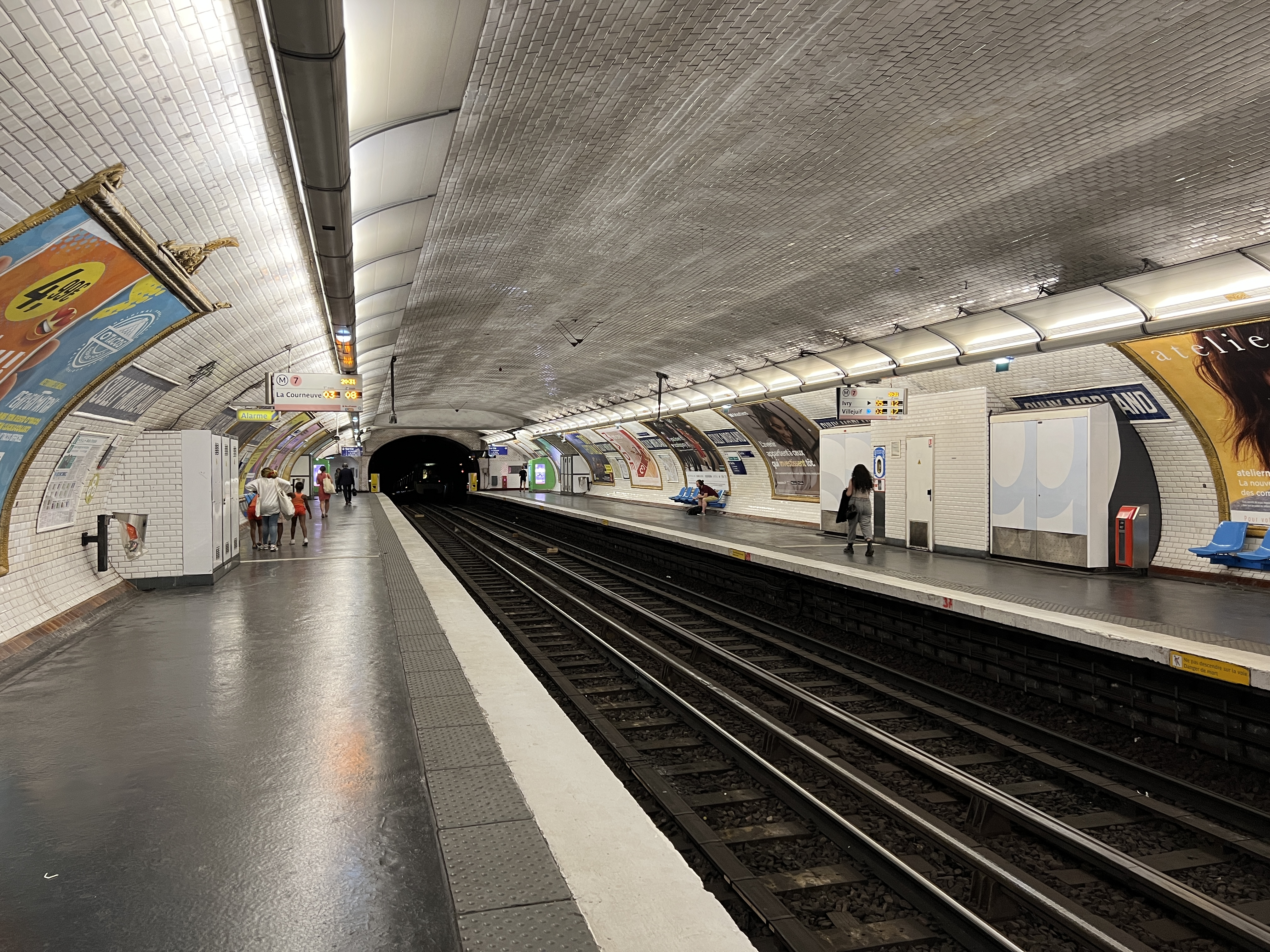
Les quais vus en direction d'Ivry et de Villejuif.
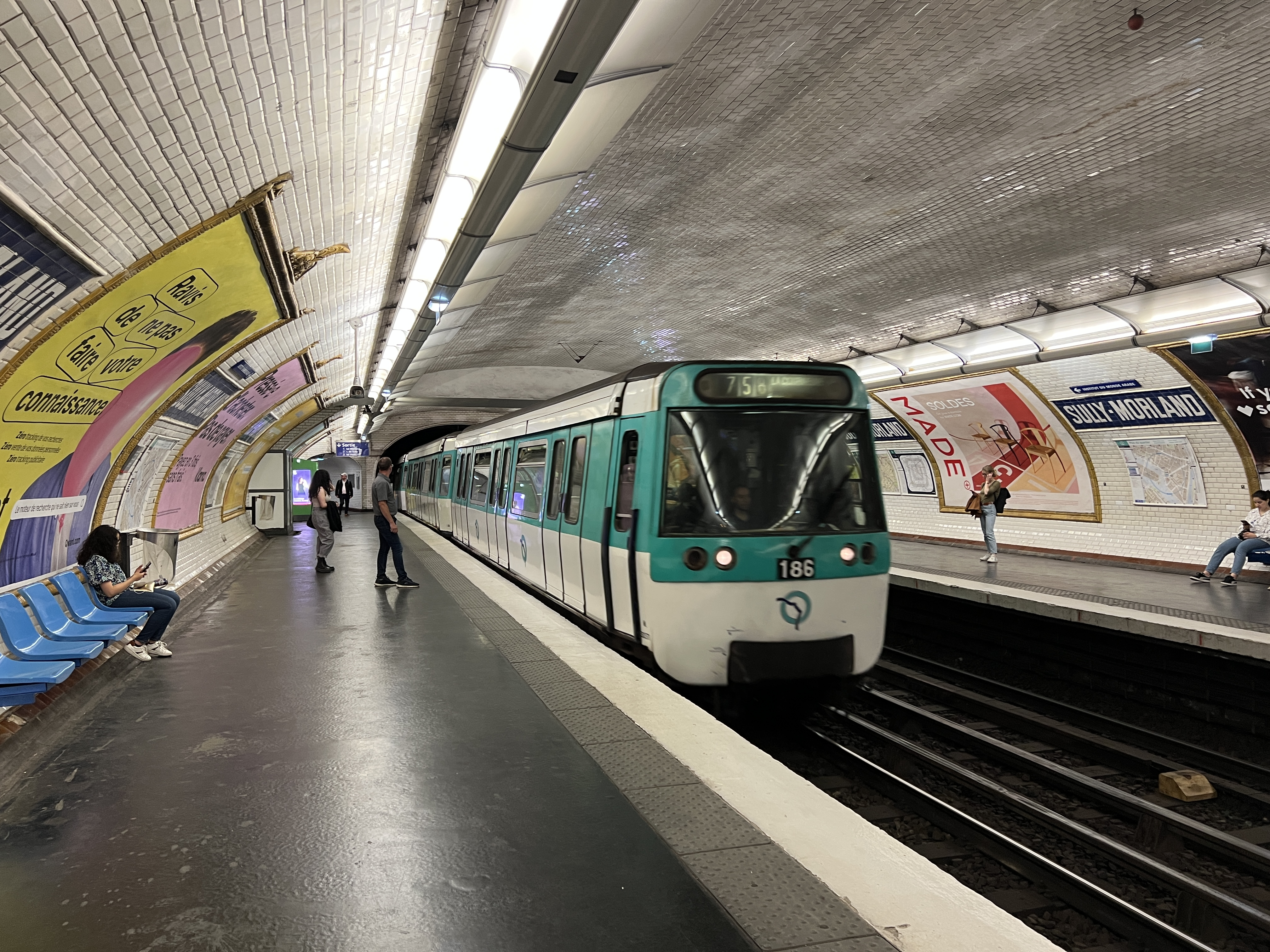
Entrée d'une rame MF 77 pour La Courneuve - 8 Mai 1945.
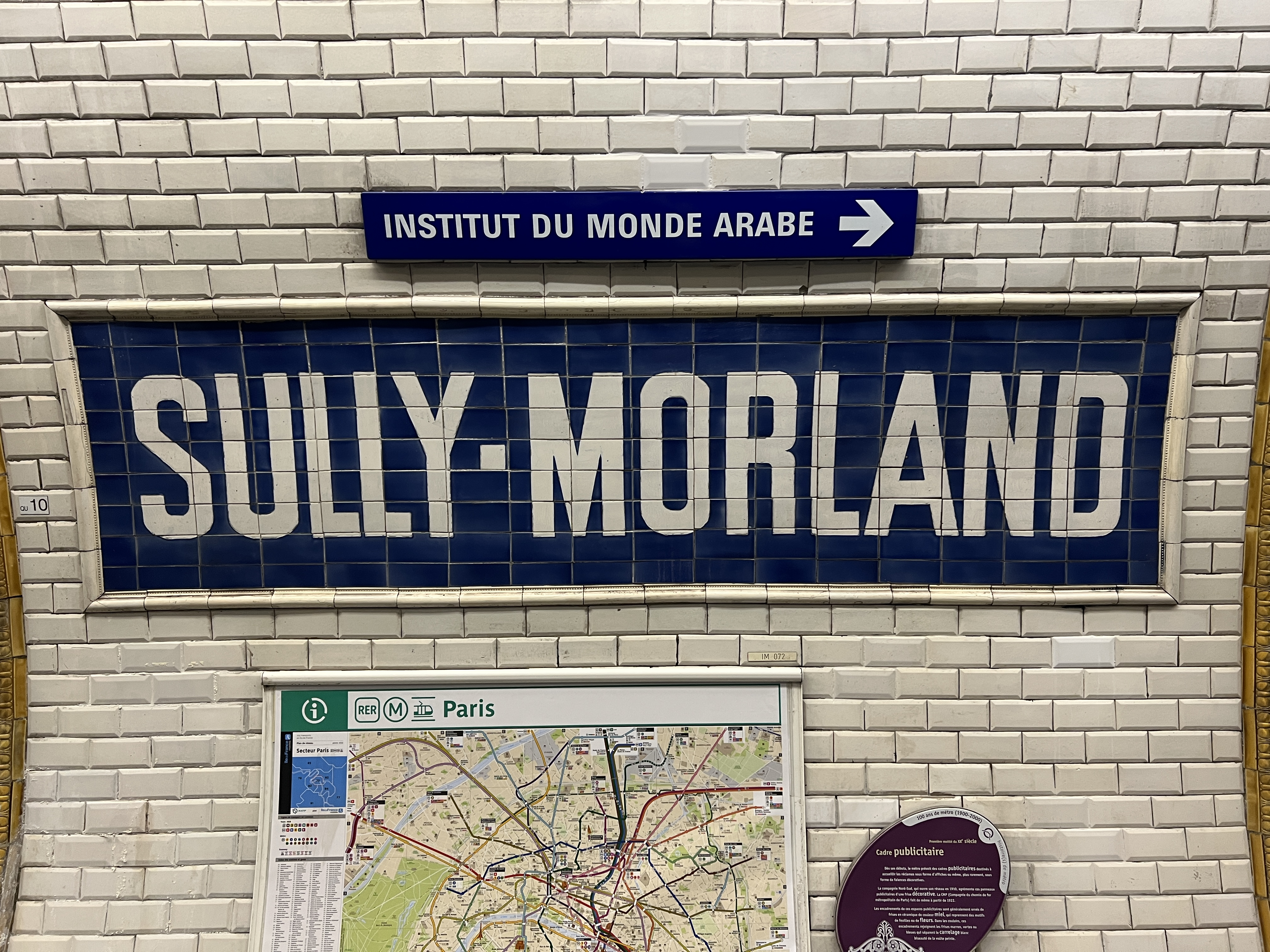
Faïence murale incorporant le nom de la station.

### Intermodalité
La station est desservie par les lignes 67, 72, 86 et 87 du réseau de bus RATP.

## À proximité
- Atelier parisien d'urbanisme
- Bibliothèque de l'Arsenal
- Caserne des Célestins
- École Massillon
- Pavillon de l'Arsenal
- Square Henri-Galli
- Square Barye
- Musée de la Magie